# Circonscription d'Arerti
La circonscription d'Arerti est une des 135 circonscriptions législatives de l'État fédéré Amhara, elle se situe dans la Zone Nord Shoa. Sa représentante actuelle est Fanaye Ylma Tefera.